# Henry Pupi
Henry Pupi é um futebolista samoano que joga como zagueiro do Vaitele Uta e da seleção nacional de futebol de Samoa. Ele fez sua estréia pela equipe nacional em 04 de setembro de 2015 em uma vitória por 3-0 contra Tonga.